# Риженко Яків Омелянович
Риже́нко Я́ків Омеля́нович (13 листопада 1892, с. Пустовійтове, Кременчуцький повіт, Полтавська губернія, Російська імперія — 29 травня 1974, Астрахань, СРСР) — український мистецтвознавець, музейник, історик. Кандидат історичних наук (1929). В'язень московських концтаборів. 

## Життєпис
Народився у с. Пустовійтове (нині Полтавської області України). Сім'я мала лише дві з половиною десятини землі і малий Яків із сестрами наймалися до заможних людей на заробітки.
Навчався у початковій школі, де проявилися його здібності. Його допитливість та наполегливість були винагороджені направленням на навчання до Кременчуцького педагогічного училища коштом Кременчуцького земства.
По закінченні працював учителем сільської школи. Через деякий час виїжджає до Москви для продовження навчання, вступає до Московського міського народного університету імені А. Л. Шанявського.
1914 року повертається на Полтавщину і з 20 березня працює вчителем та завідувачем двокласної школи у с. Мала Перещепина.
На початку 1915 року мобілізований до війська. По закінченні шестимісячних курсів служив фельдшером військового госпіталю у Моршанську, що містився у винних складах .
Після Лютневої революції у Російській імперії повернувся до Малої Перещепини, де на той час вчителювала його дружина. Знову очолює двокласну школу, бере участь у роботі земства та кооперативу «Селянська спілка», займається організацією спілки робітників млинів.
На початку 1918 року московські большевики захоплюють село, але скоро, відповідно до Берестейського мирного договору, територію звільняють союзні німецько-українські війська. Яків Риженко виїздить до Селещини, але школа там не працювала і роботи не було. Поїхав на заробітки до Полтави, де працював у педагогічному бюро губернського земства та викладав на учительських курсах у Лубнах і Ромнах. Підробляв також на залізниці.
Про цей час він писав: 
| Я став обивателем. Отримав клаптик землі, почав його обробляти, завів корову і закрився у вузькій сфері особистих інтересів [2]. |
Після поновлення комуністичної окупації працював секретарем волосного ревкому, лектором Костянтиноградського повітового ревкому, брав участь у боротьбі з епідемією висипного тифу. Завідував двокласною школою, потому — семирічкою у Селещині, був секретарем місцевого комітету профспілки Робос .
У червні 1923 року губернське правління спілки Робос запропонувало йому посаду заступника завідувача Полтавського педагогічного музею. У жовтні він вже обійняв посаду завідувача музею. 1924 року музей приєднують до Центрального пролетарського музею Полтавщини і від грудня Яків Омелянович очолює етнографічний відділ та обіймає посаду заступника директора музею з наукової роботи.
1926 року складає вступні іспити до аспірантури при кафедрі історії української культури, що на той час була у структурі Харківського інституту народної освіти. Під час навчання в аспірантурі спілкується з академіком Д. Багалієм, завідувачем етнографічної секції кафедри О. Вєтуховим, відомим етнографом П. Г. Ковалевським, К. Г. Черв’яком, Б. Пилипенком, А. Ковалівським та ін.

## Пам'ять
На бронзовій дошці Пам'ятника репресованим митцям, встановленого 1996 року на території Національної академії образотворчого мистецтва і архітектури у Києві, серед імен репресованих митців є й ім'я Якова Омеляновича.